# Tutto è finito fra noi/Vai Bobby, vai
Tutto è finito fra noi/Vai Bobby, vai è un singolo di Orietta Berti pubblicato nel 1964 dalla casa discografica Polydor.

## Descrizione
Il brano Vai Bobby, vai è la cover italiana del brano Run  Bobby, cantata originariamente da Lesley Gore. Con questo brano ha partecipato alla Gondola d'oro di Venezia e al Notturno al lido di Venezia.

## Tracce
1. Tutto è finito fra noi
2. Vai Bobby, vai